# Pleased to Meet You
Pleased to Meet You è il nono album in studio del gruppo rock britannico James, pubblicato nel 2001.

## Tracce
1. Space – 4:49
2. Falling Down – 3:36
3. English Beefcake – 5:46
4. Junkie – 4:56
5. Pleased to Meet You – 5:37
6. The Shining – 4:26
7. Senorita – 3:10
8. Gaudi – 3:17 [1]
9. What Is It Good For – 4:12 [1]
10. Give It Away – 3:05
11. Fine – 3:41
12. Getting Away with It (All Messed Up) – 4:29
13. Alaskan Pipeline – 4:28